# Breens Beach
Breens Beach – plaża (beach) w kanadyjskiej prowincji Nowa Szkocja, w hrabstwie Antigonish, na zachód od miejscowości Havre Boucher (45°40′44″N, 61°34′49″W); nazwa urzędowo zatwierdzona 8 marca 1976.